# Quai Roosevelt
Le quai Roosevelt, est une artère liégeoise qui relie, d'amont en aval, le quai Paul van Hoegaerden au quai Sur-Meuse sur la rive gauche de la Meuse en amont de la passerelle Saucy.

## Description
Ce quai, d'une section assez courte (longueur d'environ 180 mètres), est surtout connu des Liégeois pour être la voie rapide passant derrière les imposants bâtiments de l'université. C'est aussi l'extrémité sud du marché dominical de la Batte.

## Odonymie
Depuis 1945, cette voirie rend hommage à Franklin Delano Roosevelt (1882-1945), président des États-Unis pour son implication pendant la Seconde Guerre mondiale. Auparavant l'artère s'appelait quai de l'Université. Elle se trouvait sur l'île aux Hochets formée par les différents bras de la Sauvenière qui furent asséchés vers 1830 pour créer, entre autres, les rues de l'Université et de la Régence.

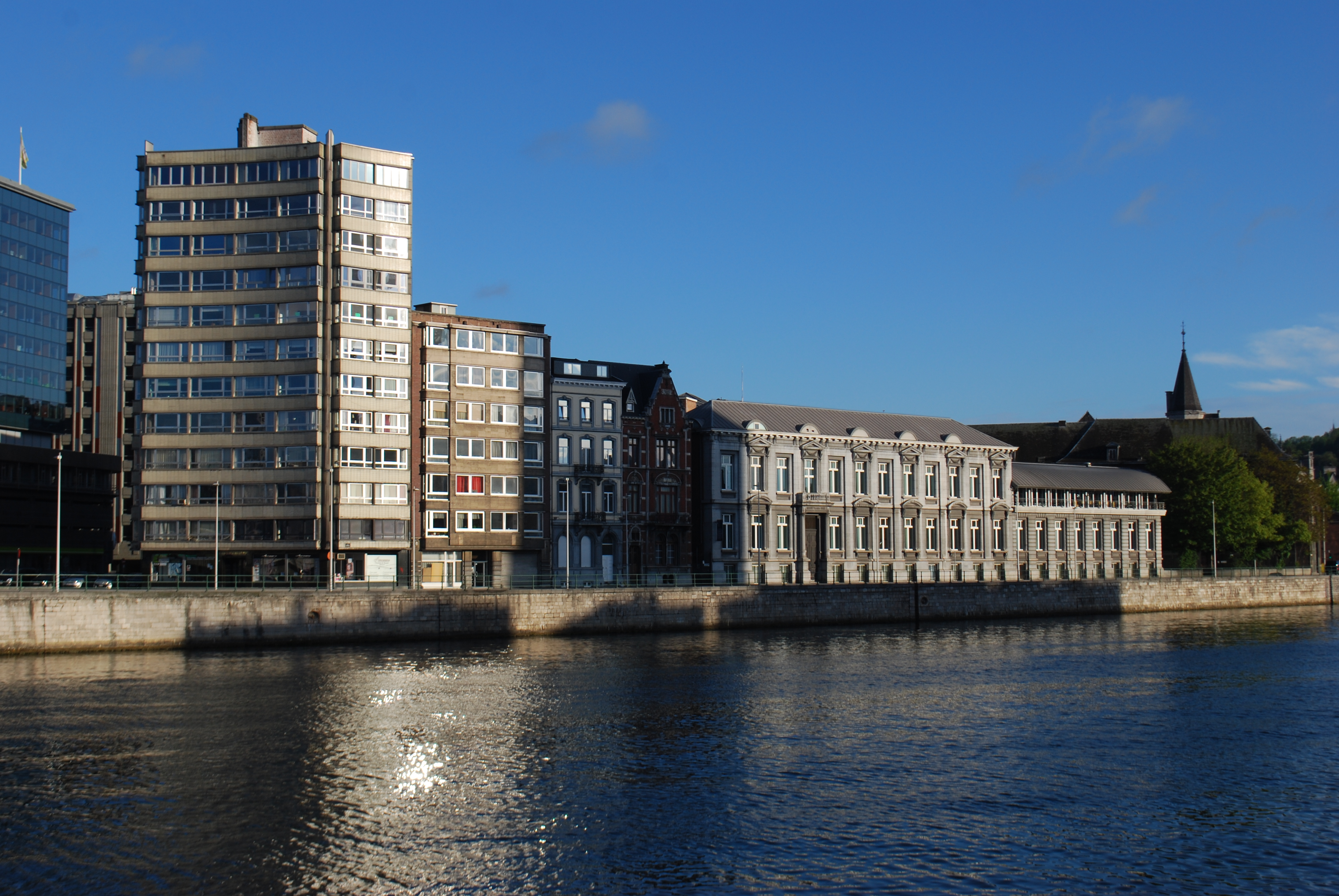
Le quai Roosevelt vu depuis la rive opposée

## Voiries adjacentes
- Quai Sur-Meuse
- Passerelle Saucy
- Rue de la Régence
- Place Cockerill
- Place du Vingt-Août
- Quai Paul van Hoegaerden

### Source et lien externe
- Claude Warzée, « La rue et la passerelle de la Régence, l’hôtel des Postes », sur Histoires de Liège, 25 septembre 2014 (consulté le 13 mars 2018)